# 알샤바브 클럽 (마나마)
알샤바브 (마나마)(아랍어: نادي الشباب)는 마나마를 연고로 하는 바레인의 축구단이다. 현재 바레인 프리미어리그에 참가하고 있다.

## 우승
- 바레인 킹스컵: 2004